# محطة بالاكوفو للطاقة النووية

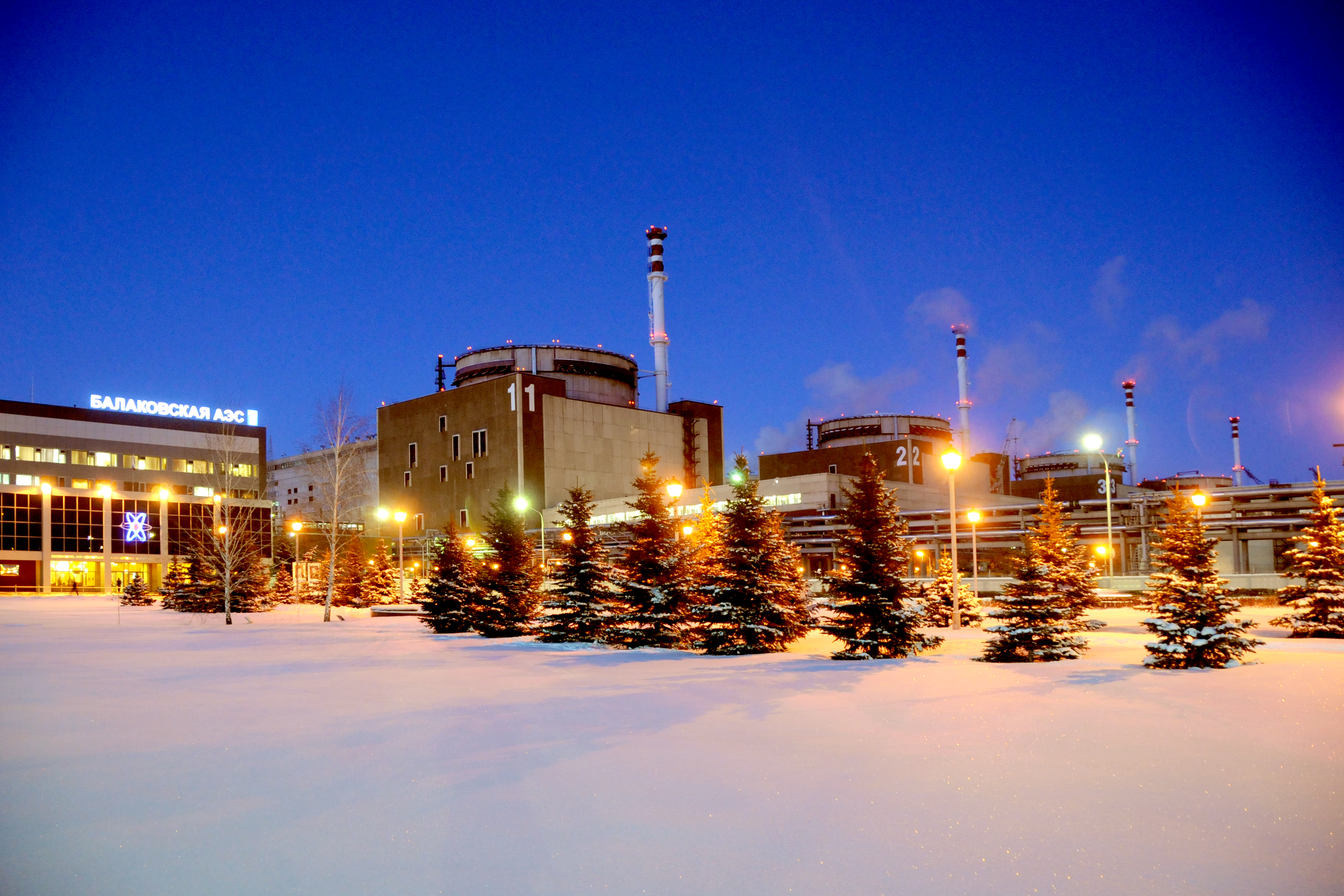
محطة بالاكوفو للطاقة النووية الروسية

محطة بالاكوفو للطاقة النووية الروسية تقع في مدينة بالاكوفو الروسية تبعد حوالي 900 كيلومتر جنوب شرق موسكو. لديها برنامج توأمة بين محطات الطاقة النووية في أوروبا وروسيا. منذ عام 1990 كانت لديها شراكة مع محطة بيبليس للطاقة النووية.

## مكونات المحطة
تتألف المحطة من أربعة مفاعلات تشغيلية والوحدة الخامسة لا تزال تحت الإنشاء. مالك ومشغل محطة الطاقة النووية هي شركة Rosenergoatom.

## الحوادث
في 27 يونيو 1985 أثناء بدء تشغيل أول وحدة مفاعل وقع خطأ بشري (يُنسب لاحقاً إلى قلة الخبرة والعجلة) بشكل غير متوقع في صمام تخفيف الضغط ودخول بخار بدرجة حرارة 300 درجة مئوية في منطقة عمل الموظفين مما أدى إلى قُتل 14 شخصًا. وقد تم الاستشهاد بهذا الحدث كواحد من أسباب كارثة تشيرنوبيل.

## الصور

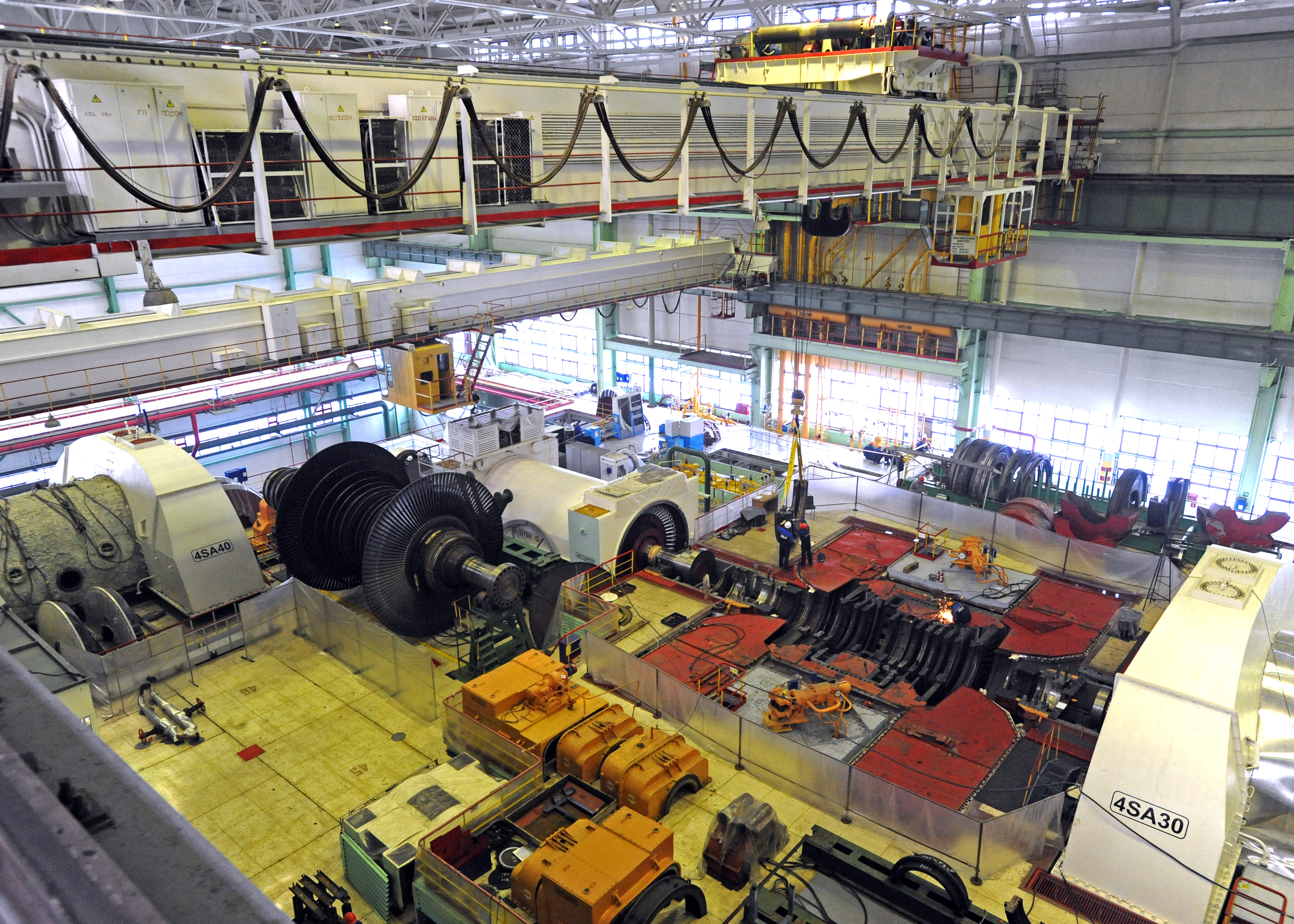
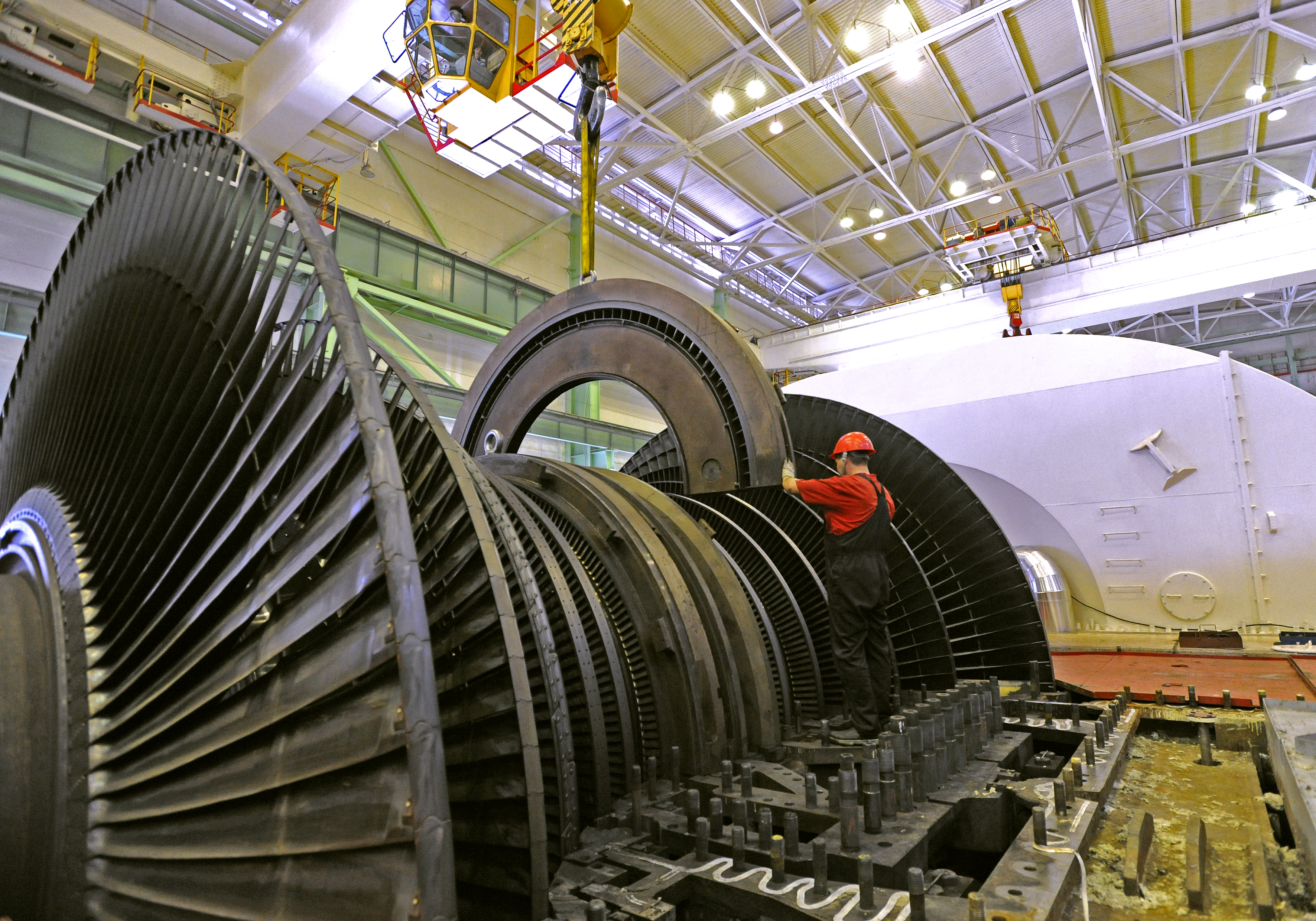
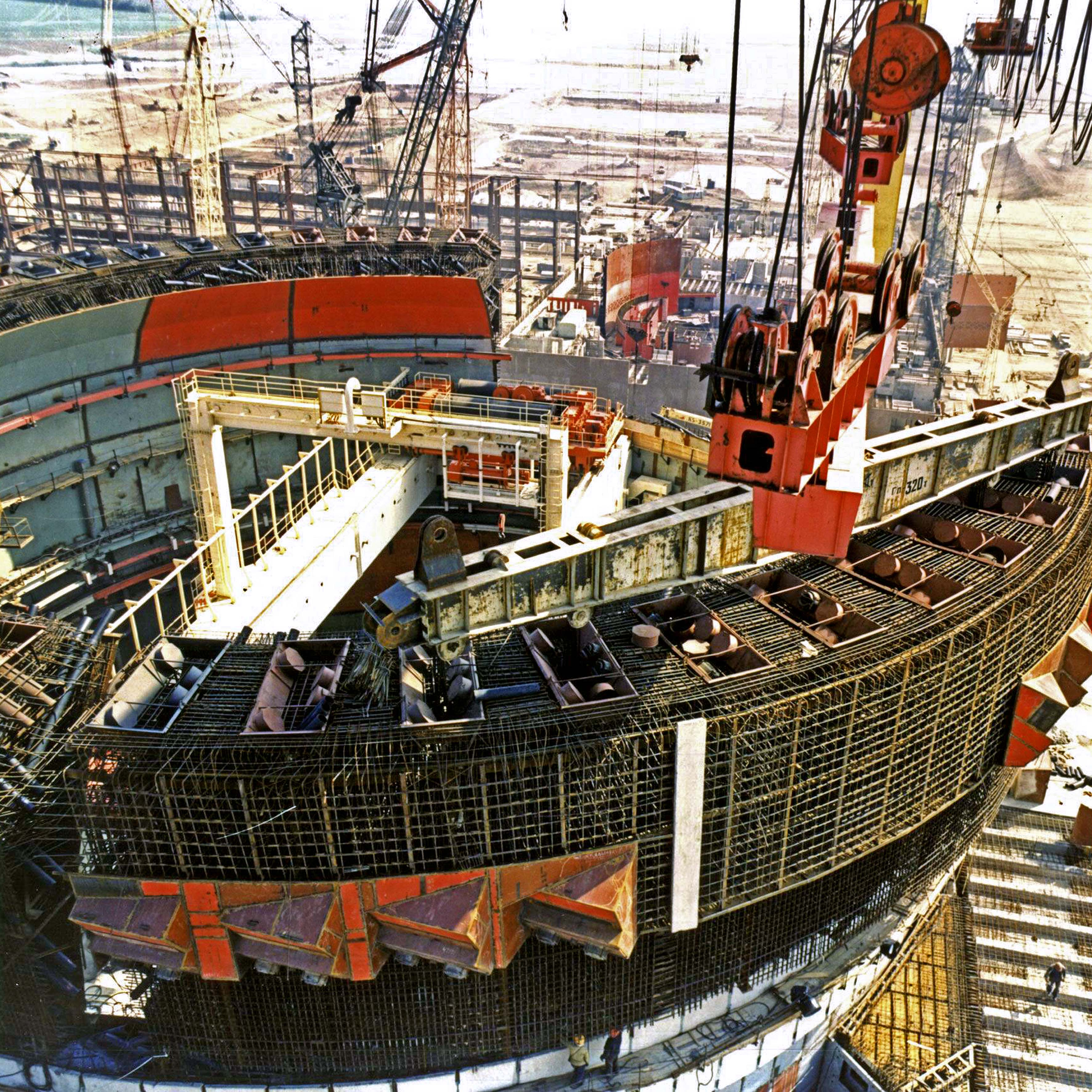
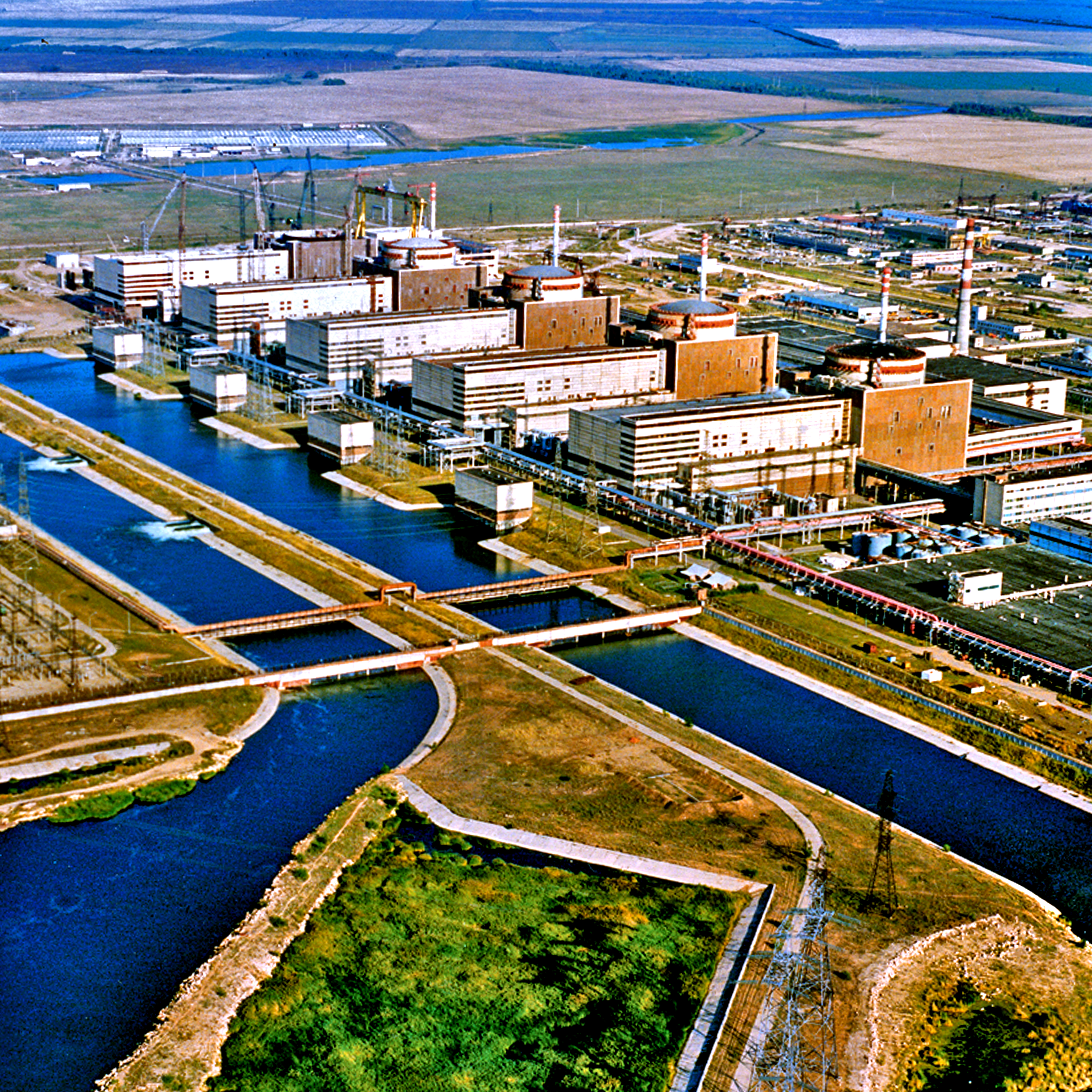
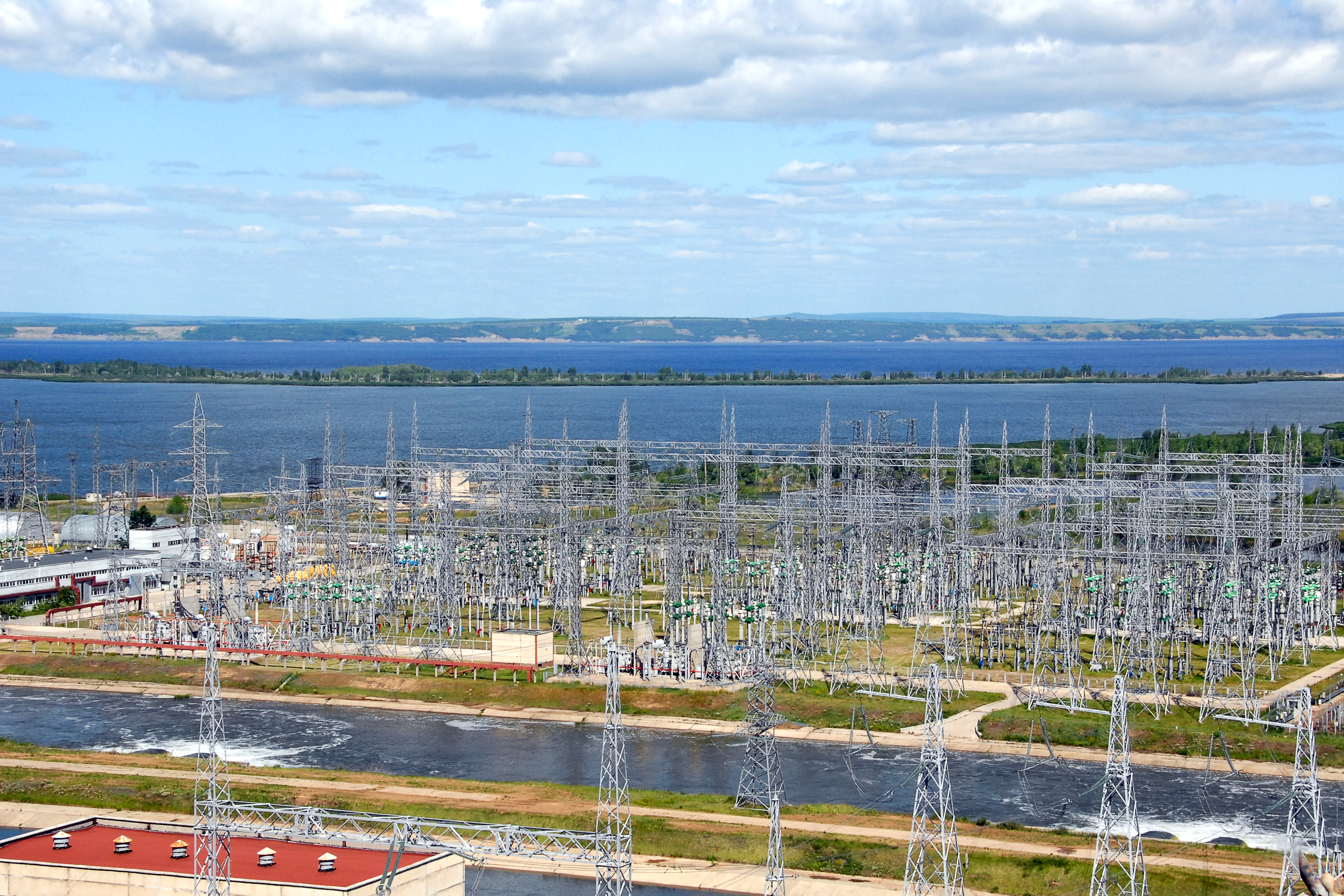
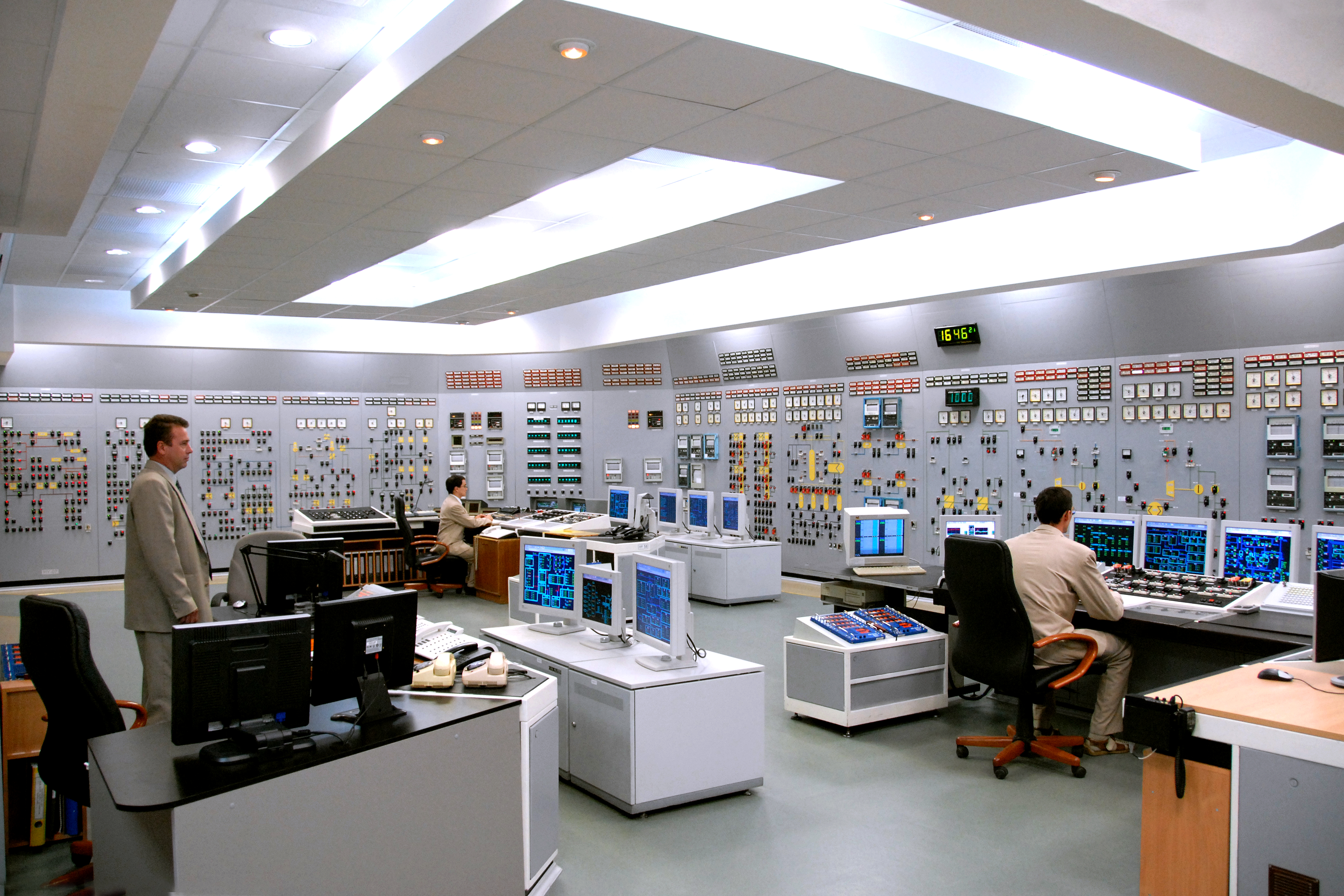
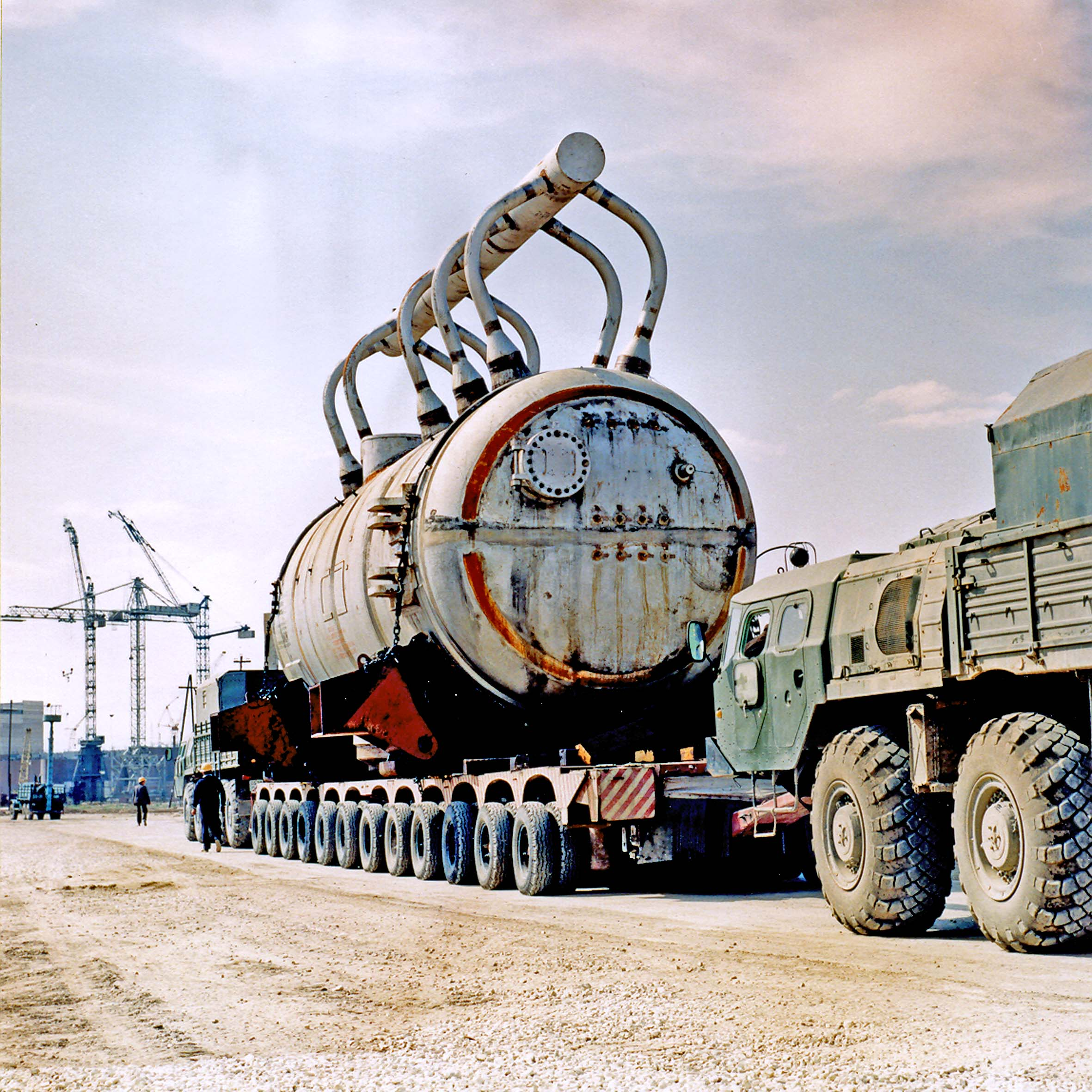
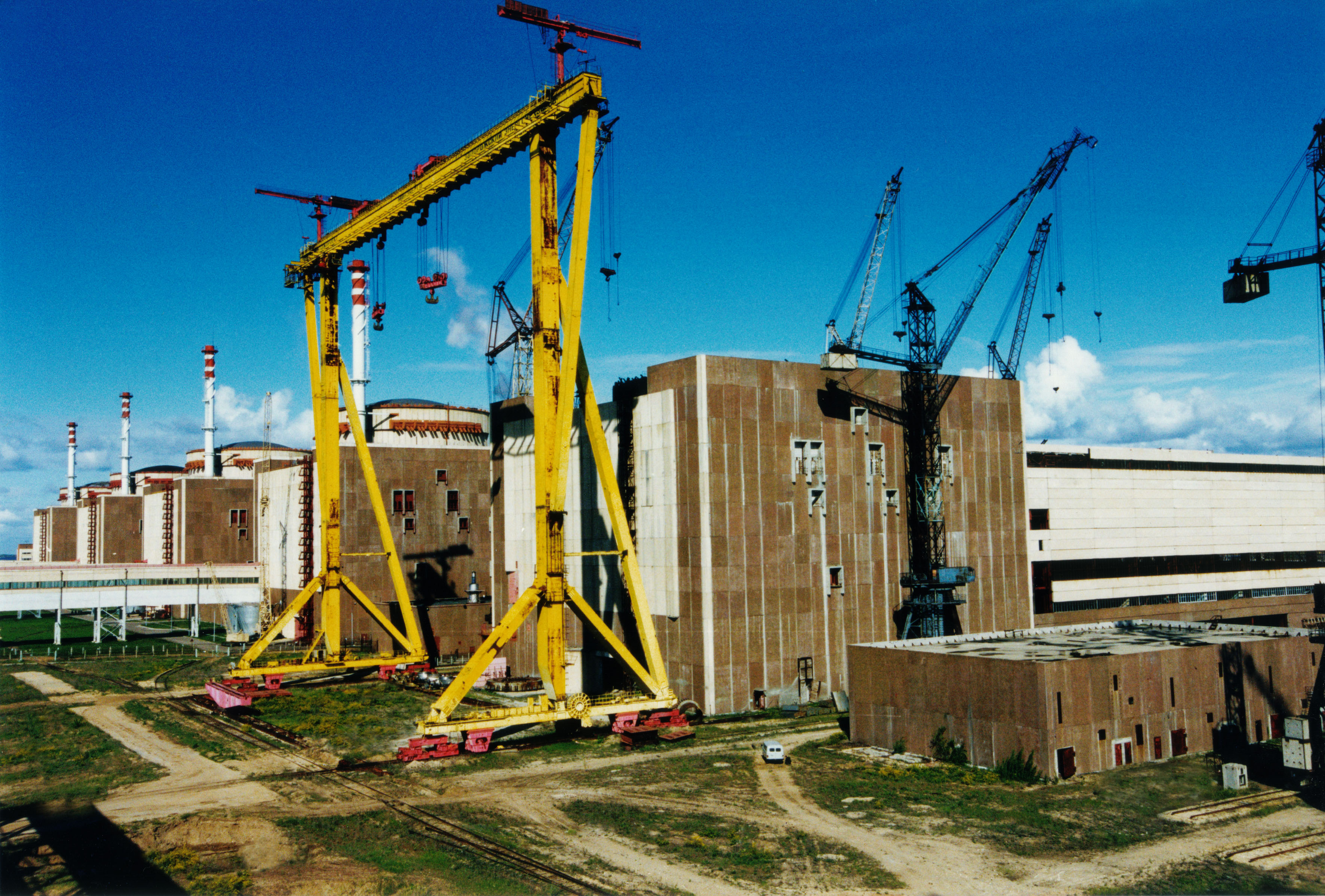